# Kevin Scott (Badminton)
Kevin Scott (* 3. Juli 1965) ist ein schottischer Badmintonspieler. 

## Karriere
Kevin Scott wurde 1991 und 1992 schottischer Meister im Herreneinzel. 1989 und 1991 nahm er an den Badminton-Weltmeisterschaften teil und startete dabei jeweils in allen drei möglichen Disziplinen. Als bestes Resultat konnte er Rang 17 erreichen. Als Funktionär war er unter anderem als Marketing-Director für Badminton Europe tätig.

## Sportliche Erfolge
| Saison | Veranstaltung                     | Disziplin    | Platz | Name                               |
| ------ | --------------------------------- | ------------ | ----- | ---------------------------------- |
| 1991   | Weltmeisterschaft                 | Mixed        | 17    | Kevin Scott / Gillian Martin       |
| 1991   | Weltmeisterschaft                 | Herrendoppel | 33    | Pavlos Charalambidis / Kevin Scott |
| 1991   | Schottland: Einzelmeisterschaften | Herreneinzel | 1     | Kevin Scott                        |
| 1992   | Schottland: Einzelmeisterschaften | Herreneinzel | 1     | Kevin Scott                        |

## Referenzen
- Kevin Scott beim Badminton-Weltverband

| Personendaten    | Personendaten                                 |
| ---------------- | --------------------------------------------- |
| NAME             | Scott, Kevin                                  |
| KURZBESCHREIBUNG | schottischer Badmintonspieler und -funktionär |
| GEBURTSDATUM     | 3. Juli 1965                                  |